# Desmognathus imitator
Desmognathus imitator este o specie de salamandre din familia Plethodontidae⁠(d). Este endemică în Munții Apalași din sud-estul Statelor Unite.

## Descriere
O astfel de salamandră este de culoare maro închis sau negricioasă, uneori cu o dungă intermitentă palidă pe spate și o linie palidă care pronește de la ochi și se sfârșește la maxilar. Are adesea pete roșii sau portocalii pe obraji și picioarele din spate sunt mai îndesate decât picioarele din față.

## Răspândire și habitat
Desmognathus imitator se găsește în Munții Apalași în Tennessee și Carolina de Nord la altitudini mai mari de 900 m deasupra nivelului mării. Arealul său se întinde de la Munții Great Smoky⁠(en)[traduceți] în nord până la Munții Plott Balsams⁠(en)[traduceți] și Great Balsam⁠(en)[traduceți] în sud. Habitatul său este alcătuit din maluri de cursuri de apă, roci umede și sol de păduri la altitudini mai mari. Își împarte arealul cu specia Desmognathus ocoee⁠(d), dar se găsește de obicei mai aproape de apă.

## Biologie
O salamandră din specia Desmognathus imitator nu este toxică, dar se crede că prezintă o formă de mimetism al speciei Plethodon jordani, o specie nocivă. 

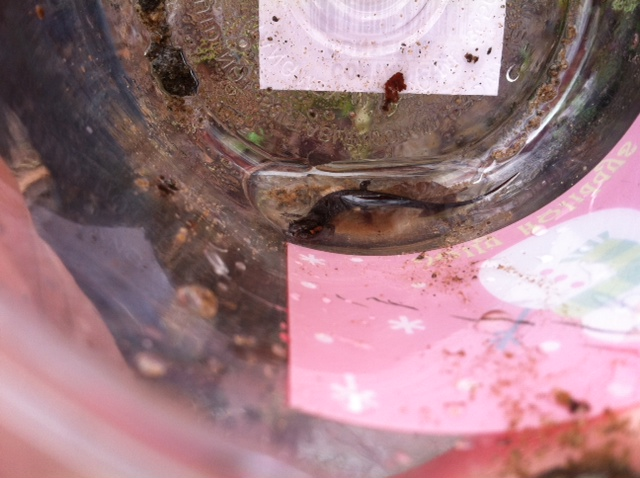
Specimen prezentând mimetism după specia Plethodon jordani

 Salamandrele adulte se ascund în timpul zilei și apar noaptea pentru a se hrăni cu nevertebrate mici. Probabil sunt vânați de păsări, mamifere, șerpi și specia de salamandre Gyrinophilus porphyriticus⁠(d). Se reproduce vara și un rând de ouă ce constă în aproximativ 20 de ouă este depus și atașat pe partea inferioară a unei stânci într-o infiltrație sau într-o altă zonă umedă. Femela clocește ouăle și atunci când acestea eclozează, larvele pot trăi printre mușchi umed, sub roci și printre litiere de frunze. Se știe puțin despre dezvoltarea lor, dar se presupune că juvenilii de 10 circa luni trec prin metamorfoză.

## Stare de conservare
Uniunea Internațională pentru Conservarea Naturii clasifică specia Desmognathus imitator în lista sa roșie drept specie aproape amenințată.